# Paseo del Príncipe de Vergara
El paseo del Príncipe de Vergara o también conocido popularmente como paseo del Espolón es la plaza más emblemática de la ciudad de Logroño en La Rioja, España. Además de haber sido el centro físico de la ciudad durante muchos años, actualmente es su centro financiero.
La plaza es escenario de la ofrenda del primer mosto a la virgen de Valvanera, una de las celebraciones más importantes de las fiestas de la Vendimia Riojana. Linda con importantes edificios históricos, financieros y administrativos; y con zonas peatonales como el denominado paseo de las Cien Tiendas o incluso la calle del Laurel famosa por su gastronomía. 
Cuenta con históricos monumentos como el Monumento al general Espartero, paseos y zonas ajardinadas de una variada y cuidada flora. También dispone de un aparcamiento subterráneo y diversas infraestructuras para albergar exposiciones artísticas esnaes,( LEROLOLELOLEEE ) mercados (libros, flores, etc.); o conciertos gracias a un gran edificio con forma de auditorio en su zona este, en cuyas dependencias se encuentra la oficina central de información turística del Gobierno de La Rioja.

## Historia

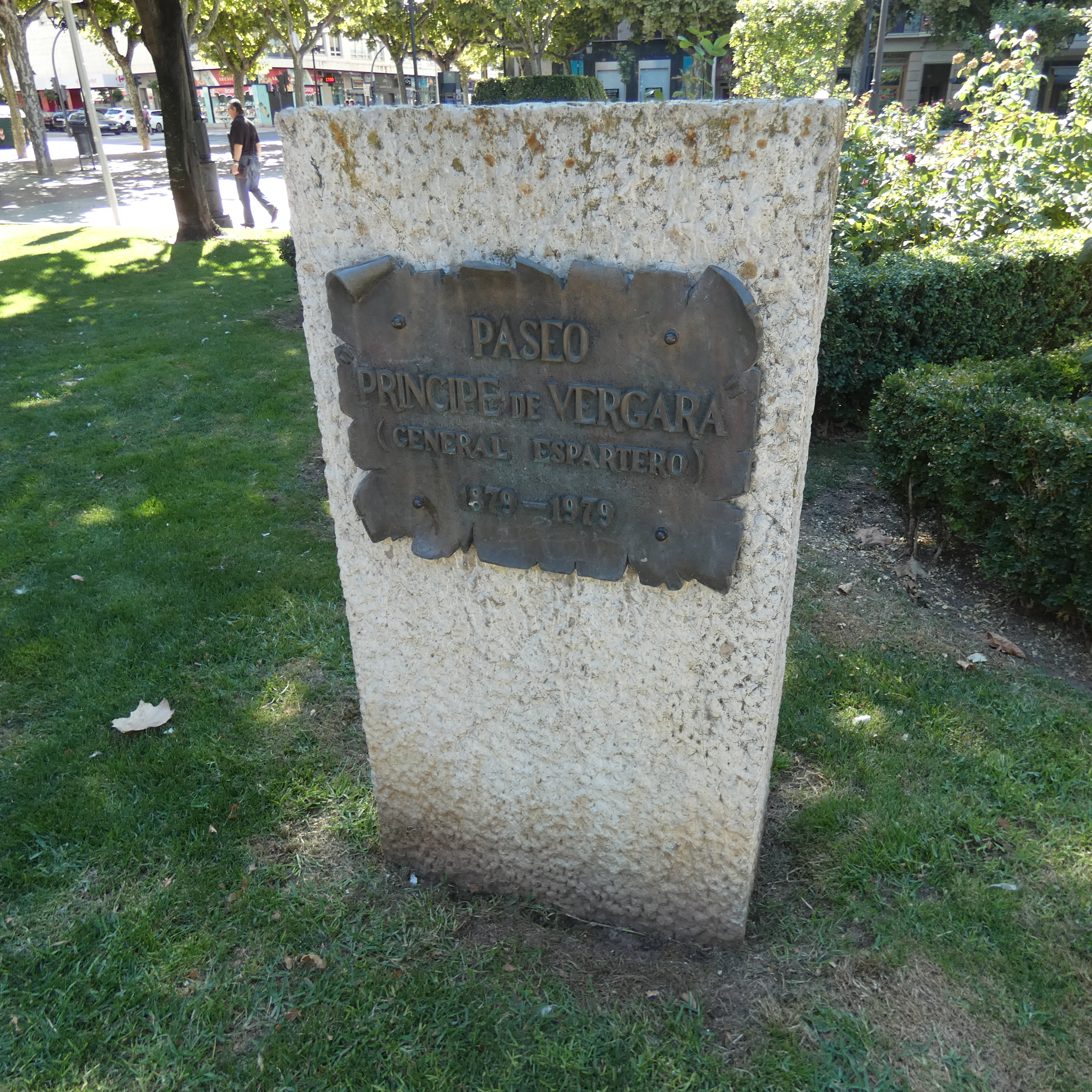
Paseo del Príncipe de Vergara

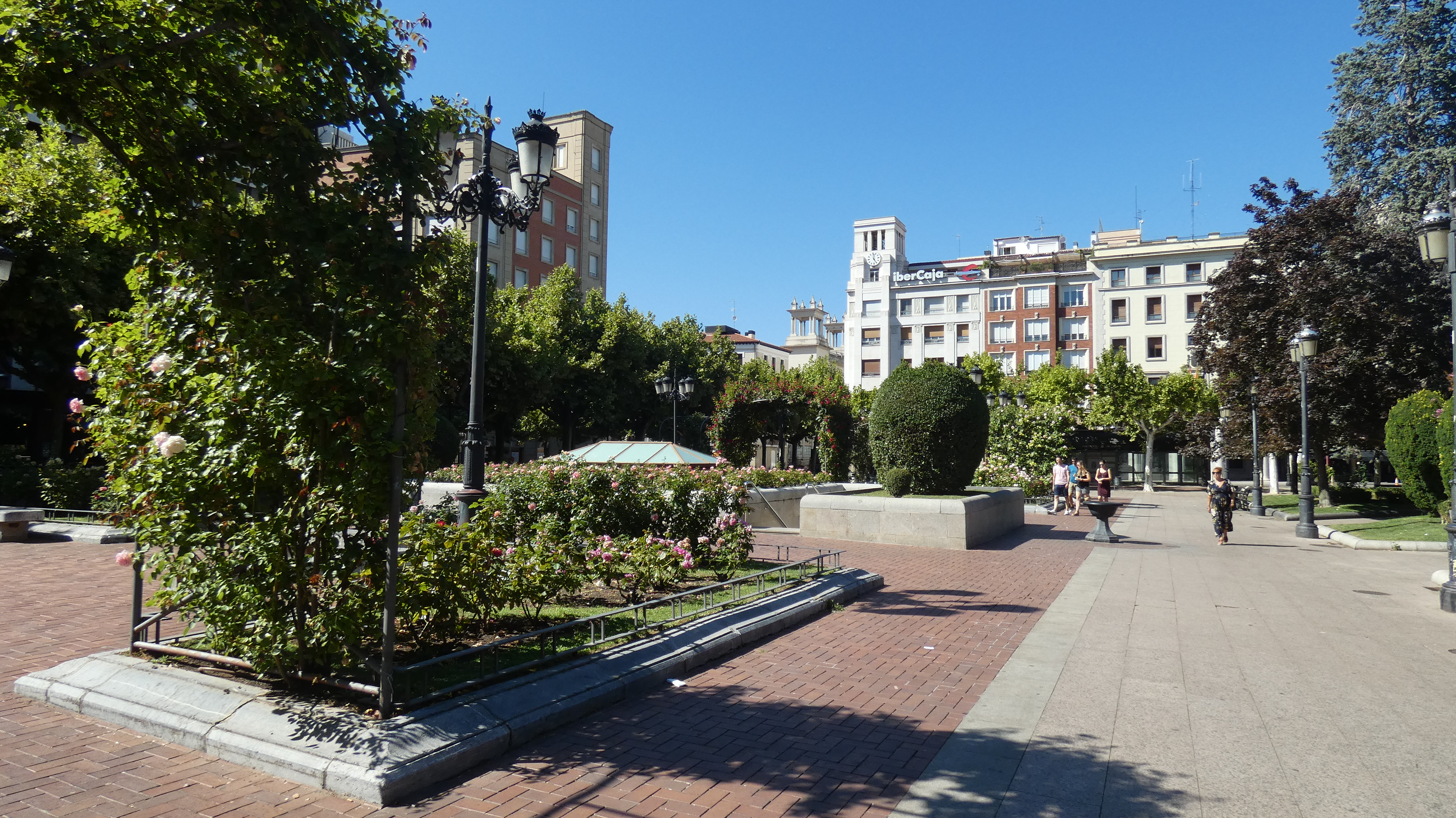
Jardines del Espolón

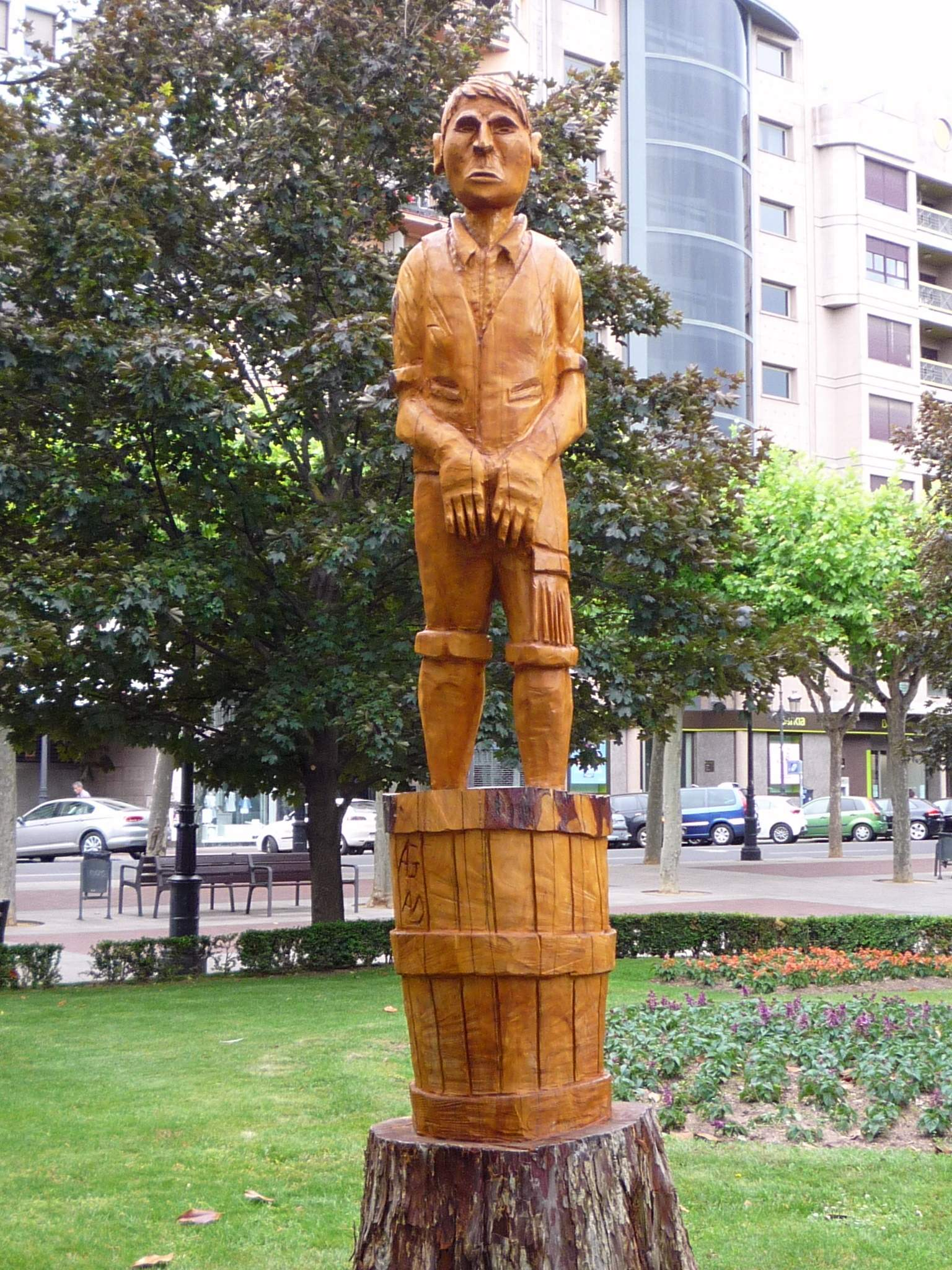
La escultura Homenaje al Pisado a la Uva, en el paseo del Espolón

El paseo de Logroño se inició a construir el 2 de junio de 1757 por orden del Corregidor Lorenzo de Valcarze y Mendoza. El Concejo Municipal, en sesión de 10 de mayo de 1809, acordó realizar importantes mejoras el mismo y también su ampliación con unas huertas limítrofes pertenecientes al Seminario Conciliar y compradas por 42 646 reales de vellón, ubicadas en el solar de la actual Delegación del Gobierno. En 1856, el Cabildo Municipal de Logroño quiso ampliarlo de nuevo mediante la compra de seis huertas pertenecientes a distintos propietarios, quienes se sintieron satisfechos con el valor pagado de 16.195 reales. El nombre oficial del paseo del Espolón es paseo del Príncipe de Vergara, según el acuerdo capitular del 27 de febrero de 1872. En el año 1979 con motivo del primer centenario de la muerte del general y Príncipe de Vergara, se instaló un rótulo monumental o piedra prismática colocada en la ocasión.
Los elementos más significativos del paseo del Espolón de Logroño son cuatro: el monumento al General Espartero, inaugurado el 23 de septiembre de 1895. El quiosco de música, inaugurado el 7 de agosto de 1892, sustituido en 1954 por el actual auditorio. Las estatuas de seis reyes de Castilla (don Pelayo, Ordoño, Leovigildo, Alfonso el Casto, Enrique I, y Felipe V), inauguradas en 1857 y derribadas en 1931, con motivo de la proclamación de la II República. Finalmente el paseo de la Rosaleda, que fue construido en la década de 1940.
Antes de aprobarse el nombre oficial, el Espolón, fue conocido con otras denominaciones, como paseo Extramuros, La Glorieta, paseo de las Delicias y paseo de los Reyes.
La plaza fue desde siempre un terreno de huertas fuera de los perímetro de las murallas de la ciudad hasta que a mediados del siglo XVII el Ayuntamiento de Logroño empezó el proyecto de construcción de la plaza y de los alrededores. Desde esta época hasta la actualidad se han añadido nuevos terrenos y ampliado y decorado la plaza, y mejorado la accesibilidad a esta con calles y aceras. A principios del siglo XIX comenzó la construcción de edificios de importancia como los conocidos palacetes del espolón. Durante el siglo XIX se realizaron grandes ampliaciones de la plaza mediante la adición de fincas y su urbanización.A principios del siglo XX se había convertido en una de las plazas más importantes de la ciudad, presidida por el Monumento a Espartero y con seis estatuas de reyes españoles instaladas en el paseo en 1857 (retiradas en 1931), y uno de los símbolos del Logroño de aquella época, el quiosco de música, localizado donde se encuentra la Concha del Espolón. 
A finales del siglo XX, la plaza experimentó otras renovaciones y ampliaciones, como la mejora de su pavimiento y mobiliario urbano, la creación de un aparcamiento en su subsuelo y, ya en el siglo XXI, la incorporación del Monumento Homenaje a las Víctimas del Terrorismo.

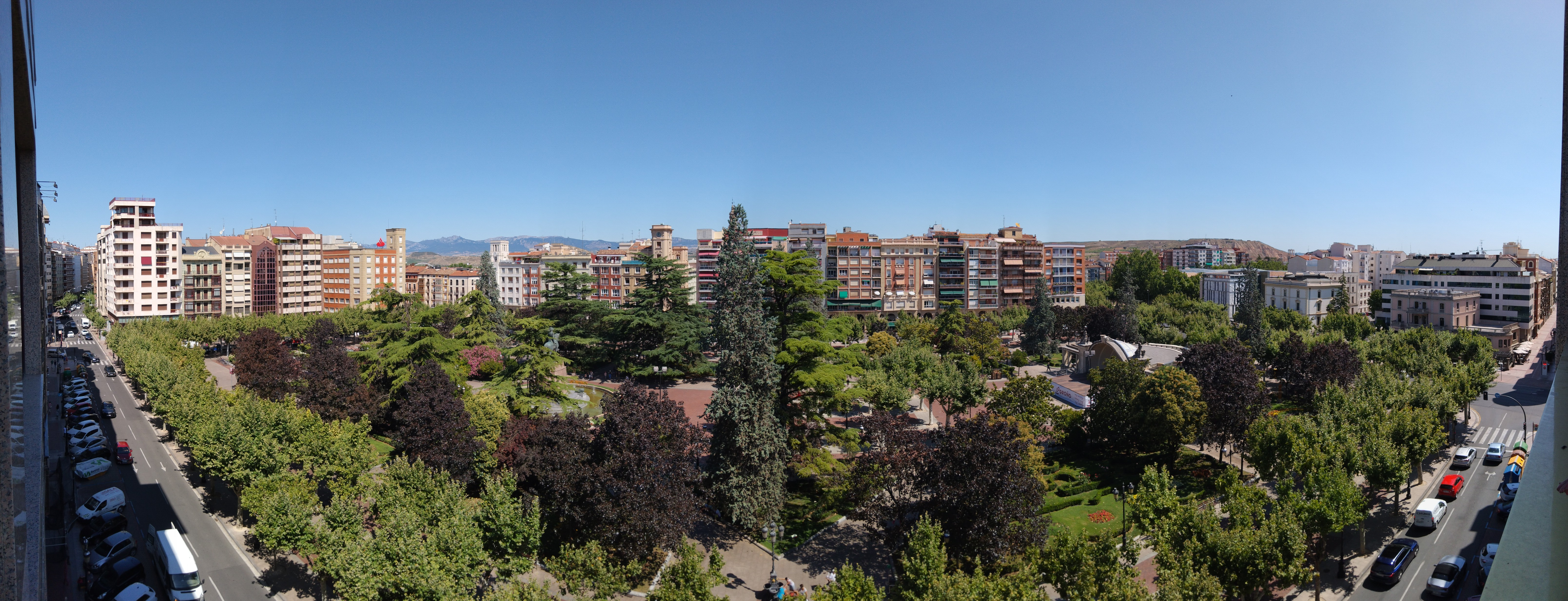
Vistas del Parque del Espolón, Logroño (panorámica).

## Partes y edificios
- Concha del espolón: auditorio en forma de concha situado al este de la plaza en un claro sin árboles donde, en verano, se realizan conciertos y espectáculos. El edificio, diseñado por Jaime Cerdell, se asemeja a una concha con dos columnas a cada lado de esta, con instrumentos musicales en el tope de cada columna. En la parte más alta de la concha se halla una escultura del escudo de la ciudad. Todos los elementos decorativos fueron diseñados por el escultor Joaquín Lucarini. Bordeando toda la estructura se encuentra un porche y anexionada a la concha se encuentra la oficina de Información y Turismo.
- Paseo de la rosaleda: aun tratándose de una parte incorporada en el espolón, se sigue denominando paseo de la rosaleda. Finalizado en el 1946 cuenta con tres parcelas: Una intermedia de forma cuadrada con arbustos y césped, y otras dos de forma cuadrada con una plaza en el interior de cada cuadrado. Cuentan con rosales de diferentes tipos, arcos de metal para que crezcan por ellos las plantas y unas fuentes conocidas popularmente como ¨las fuentes de las ranitas¨ ya que tienen cuatro ranas en la parte inferior de bronce que escupen agua; en la parte superior hay una estructura formada por cuatro peces de mármol con las bocas abiertas de donde sale también agua.
- Jardines y mobiliario urbano: el espolón se compone de un nutrido número de parcelas con césped y llenas de vegetación, con tulipanes, rosales, geranios, lirios, pensamientos, etc, árboles y arbustos. El parque tiene numerosos bancos para descansar, papeleras y farolas. Hay dos fuentes de agua potable al norte y al sur del paseo, en la base de unas farolas de forma rectangular decoradas con motivos marinos. Los grifos se encuentran en cada cara de la base rectangular, con unos platos conectados al suelo por una pata de león.

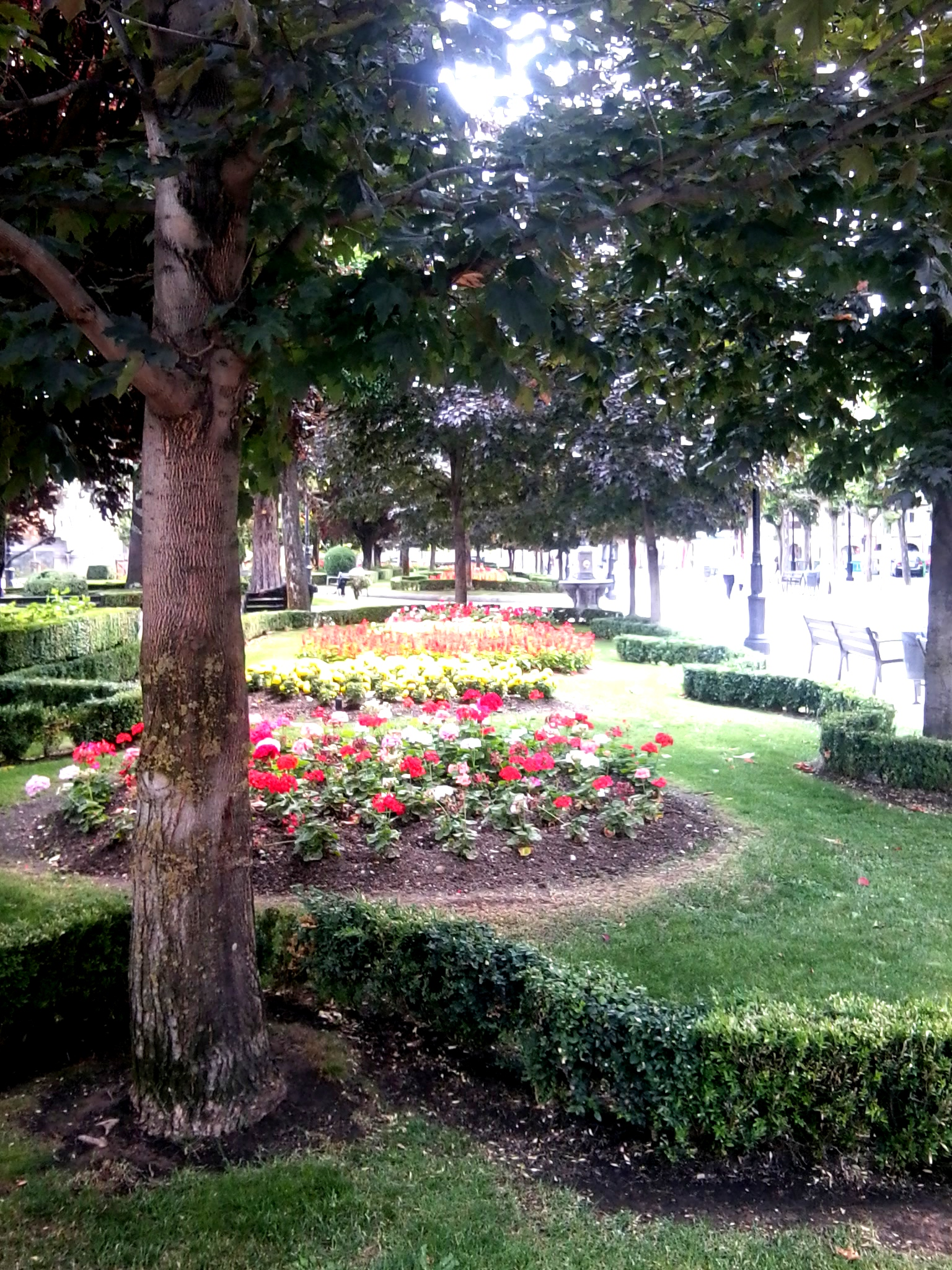
El espolón es uno de los pulmones verdes más importantes del centro de la ciudad, con una gran variedad de árboles y flores como rosas, tulipanes o geranios
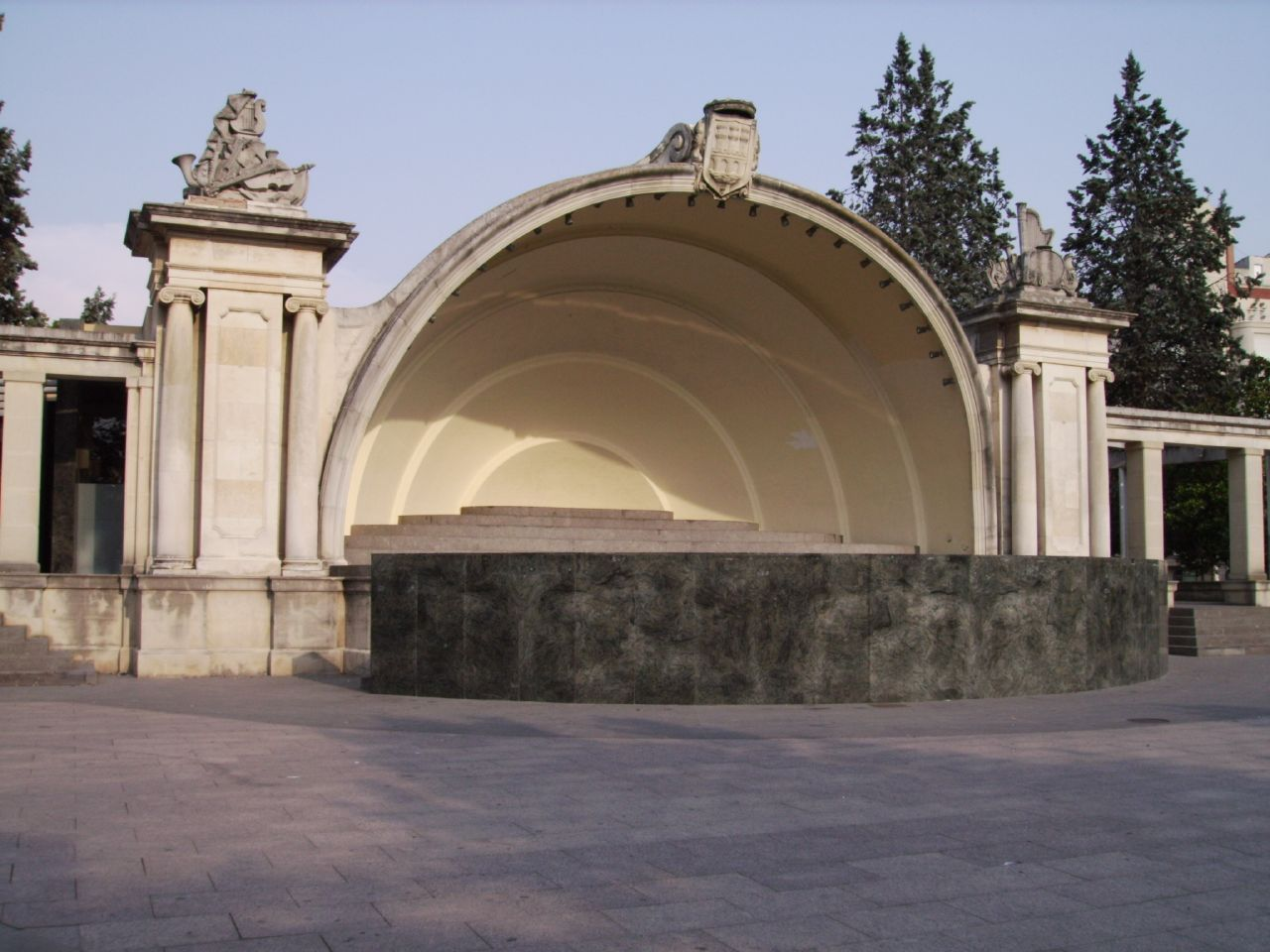
El auditorio se ha convertido en uno de los símbolos de la urbe riojana por su diseño y su importancia cultural.
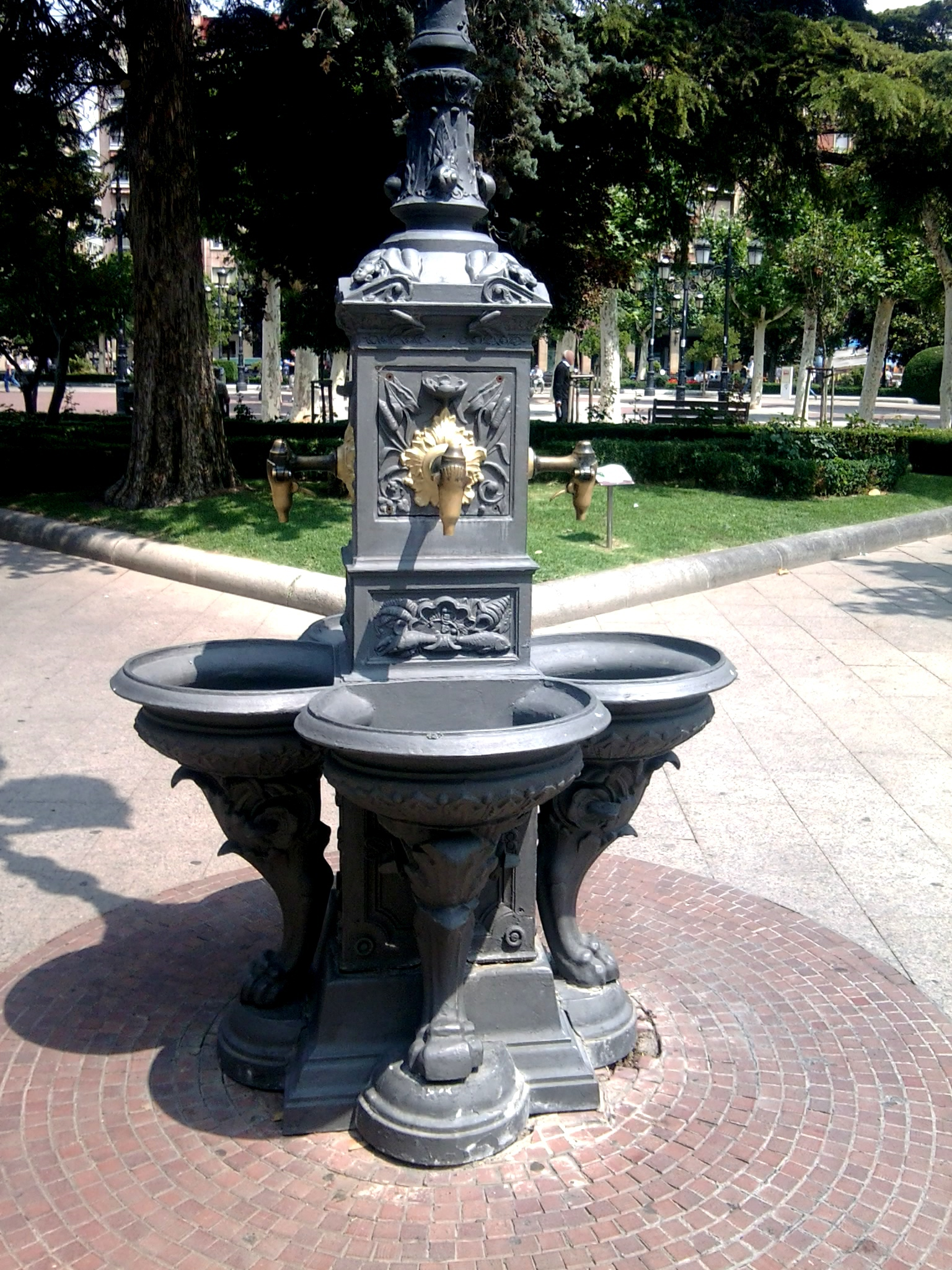
Diseño de las dos fuentes del paseo con motivos marinos y platos con patas de leones
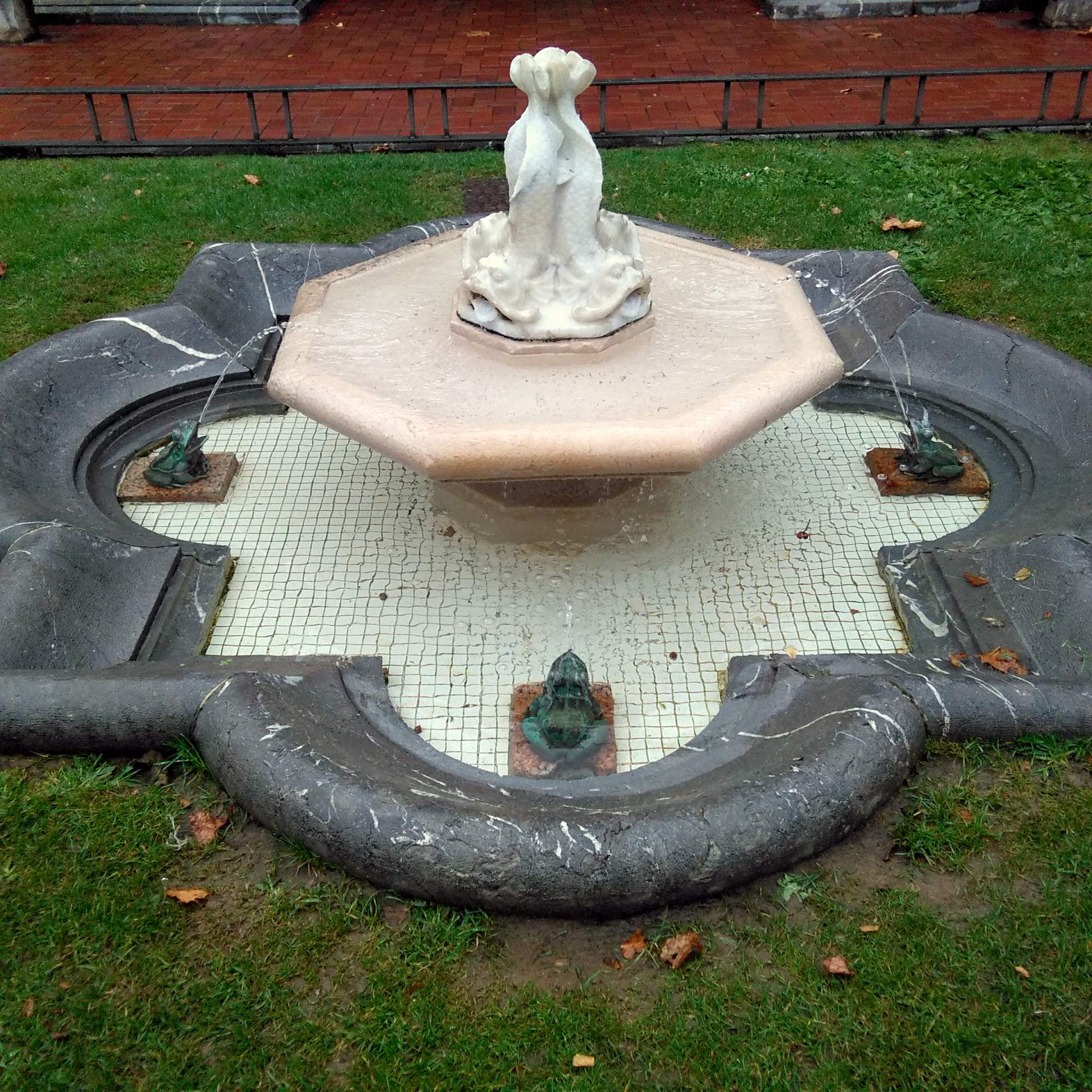
Fuente del Parque del Espolón
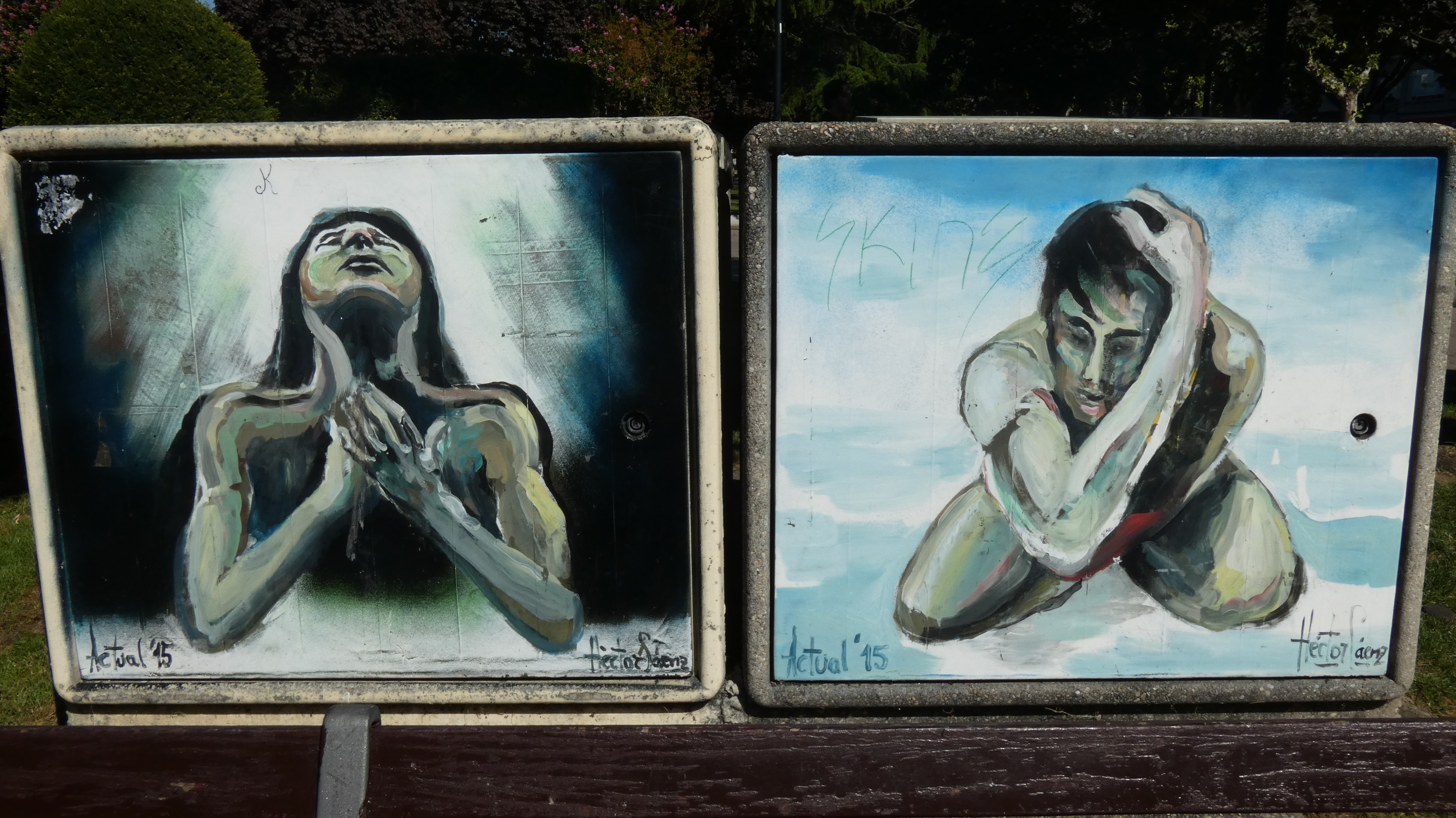
Grafitis del Espolon

## Monumentos

### Monumento al General Espartero

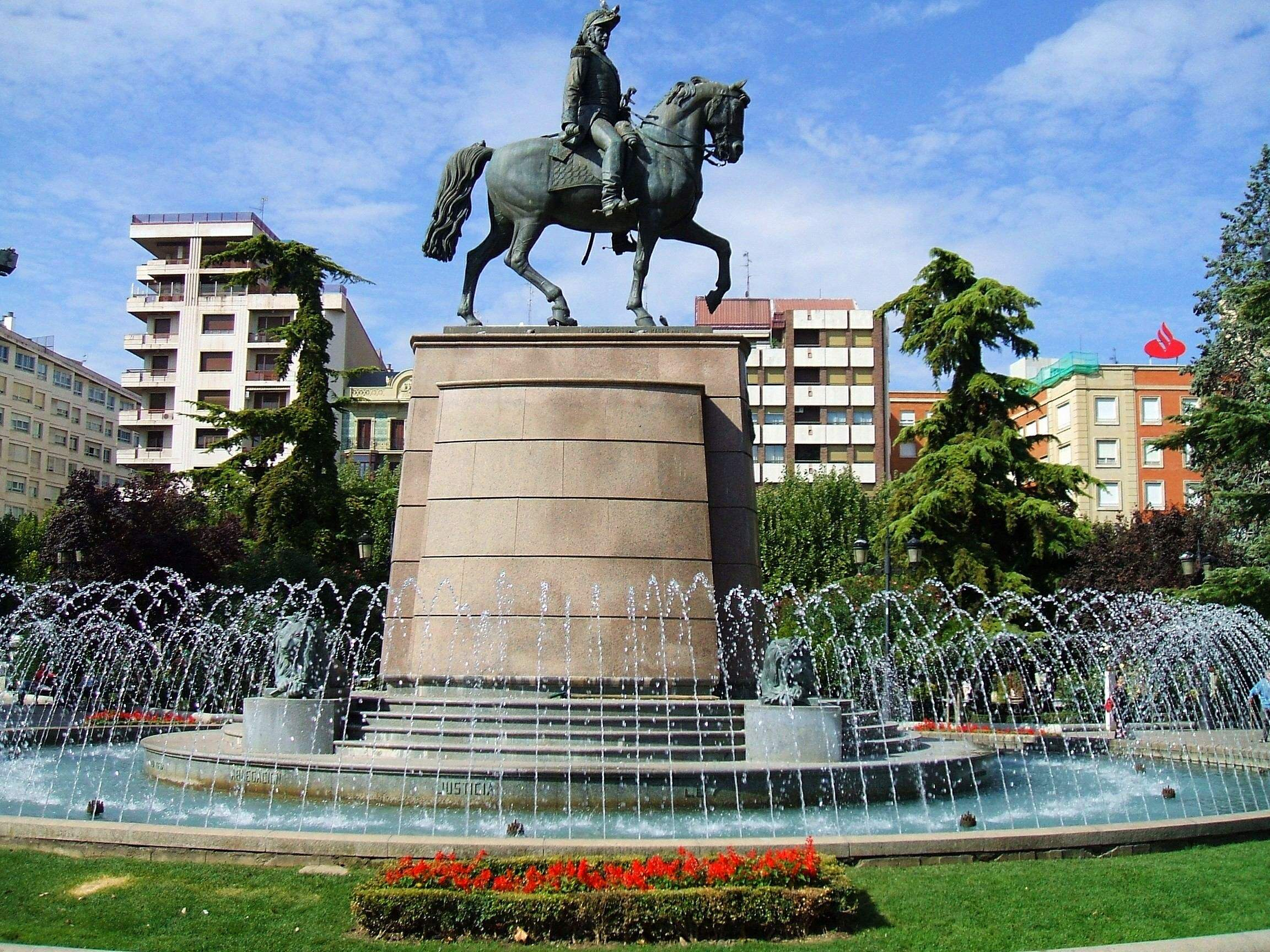
Monumento al General Espartero

En el centro de la plaza y en lugar prominente sobre una fuente de forma circular hay una gran estatua ecuestre de bronce en honor a Baldomero Espartero quien fuera regente del reino de España con Isabel II como reina. Vivió una parte de su vida en Logroño, lugar donde se encuentra su sepulcro. Su esposa, María Jacinta Martínez de Sicilia y Santa Cruz, era natural de Logroño. 

### Monumento a las víctimas del terrorismo

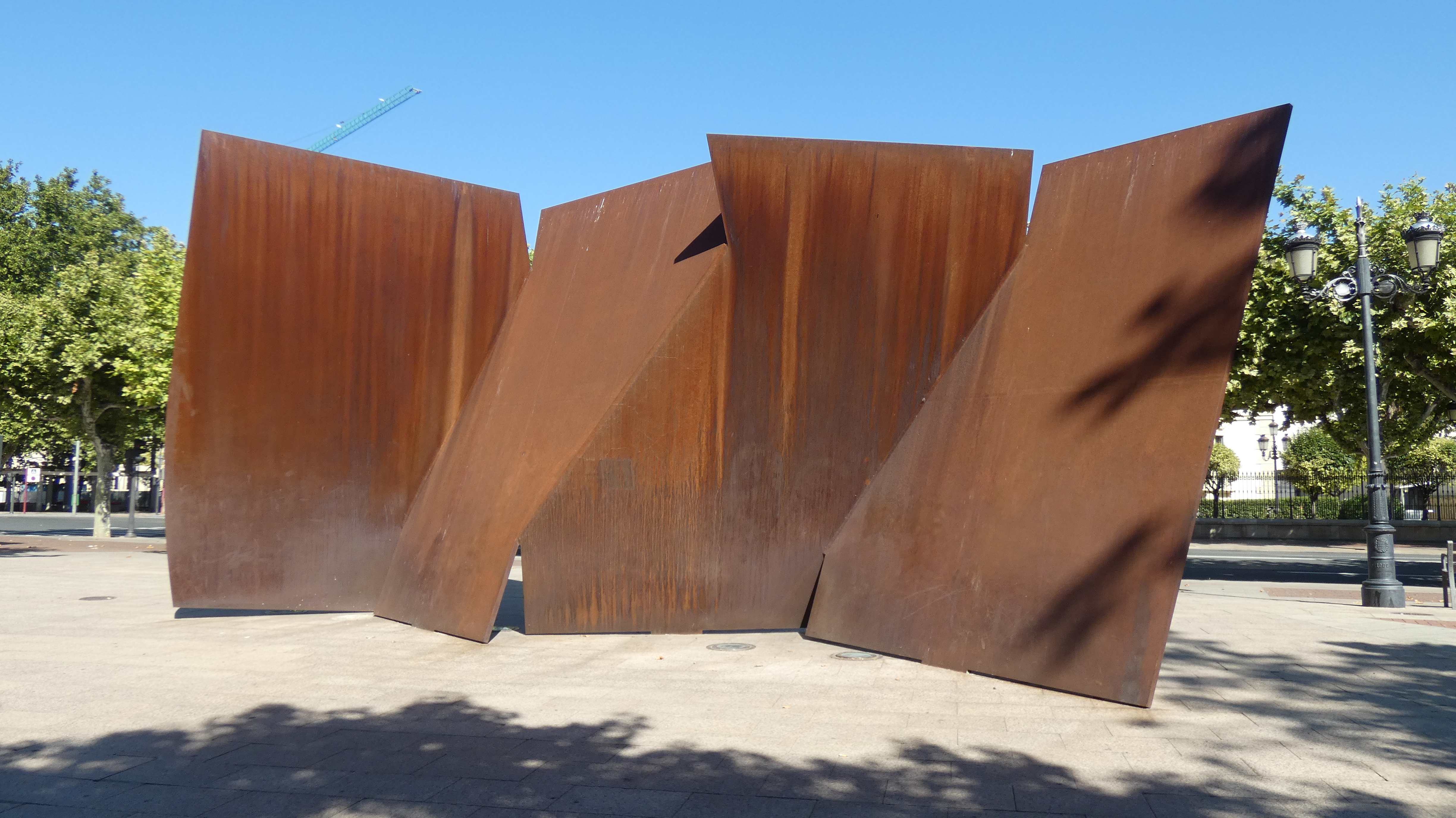
Monumento Homenaje a las Víctimas del Terrorismo

Realizado por el escultor bilbaíno Agustín Ibarrola, fue instalado en el paseo en 2008. Su forma se asemeja a un biombo y con 10 metros de largo y 5 de alto se compone de placas superpuestas y con diferentes inclinaciones, formando una letra V. La escultura rompe la imagen clásica del paseo con un estilo moderno, solemne y simbólico.